# Dipeno y Escilis
Dipeno y Escilis (griego antiguo:Δίποινος, latín: Dipoenus y griego antiguo: Σκύλλις; latín: Scyllis) fueron dos célebres escultores de la isla de Creta del siglo VI a. C. Usualmente, son citados conjuntamente.

## Biografía
Dipeno junto a su hermano Escilis fueron los primeros escultores griegos antiguos de Creta que trabajaron juntos y se dice que fueron alumnos (quizá hijos) del mítico Dédalo. Plinio les asigna la fecha de nacimiento en la 50.ª Olimpíada, 580 a. C.
Pronto emigraron al continente e influyeron con su estilo cretense en el arte del Peloponeso, especialmente en Argos y Sición, donde fueron solicitados por Clístenes. Con su impulso, se desarrolló en Sición una importante escuela escultórica, que alcanzaría su máximo desarrollo en las esculturas del templo de Afaya en la isla de Egina. Se caracterizaba por una cierta austeridad y una rigidez en la expresión facial.
En Sición fueron comisionados por el estado para esculpir cuatro estatuas de los dioses Apolo, Artemisa, Heracles y Atenea, pero antes de que las terminaran, los artistas se quejaron de que no estaban suficientemente remunerados y que habían sido agraviados, por lo que huyeron a Etolia. Mientras tanto, Sición entró en crisis, golpeada por el hambre y la aflicción. Consultado el oráculo de Delfos, respondió que la situación se resolvería 'si Dipeno y Escilis completaban las imágenes de los dioses'. Y de esta forma, les llegaron a convencer de que terminaran el trabajo, gracias al pago de altos honorarios y grandes elogios.
También hicieron estatuas para las ciudades de Ambracia, Cleonas y Argos. Pausanias recuerda una Atenea en Cleonas y las estatuas de los Dioscuros en Argos con caballos, esposas e hijos, en madera de ébano con incrustaciones de marfil. Esta es la primera referencia histórica de una escultura de marfil y otro material, de lo que se deduce que introdujeron la técnica criselefantina en Grecia. Trabajaban la madera, el ébano, el marfil, y aparentemente, el mármol.